# Le Bourget-du-Lac
Le Bourget-du-Lac là một xã thuộc tỉnh Savoie trong vùng Rhône-Alpes ở đông nam nước Pháp. Xã này nằm ở khu vực có độ cao trung bình 241 mét trên mực nước biển.
Thị trấn nằm gần hồBourget và 12 km (7,5 mi) so với Chambéry.

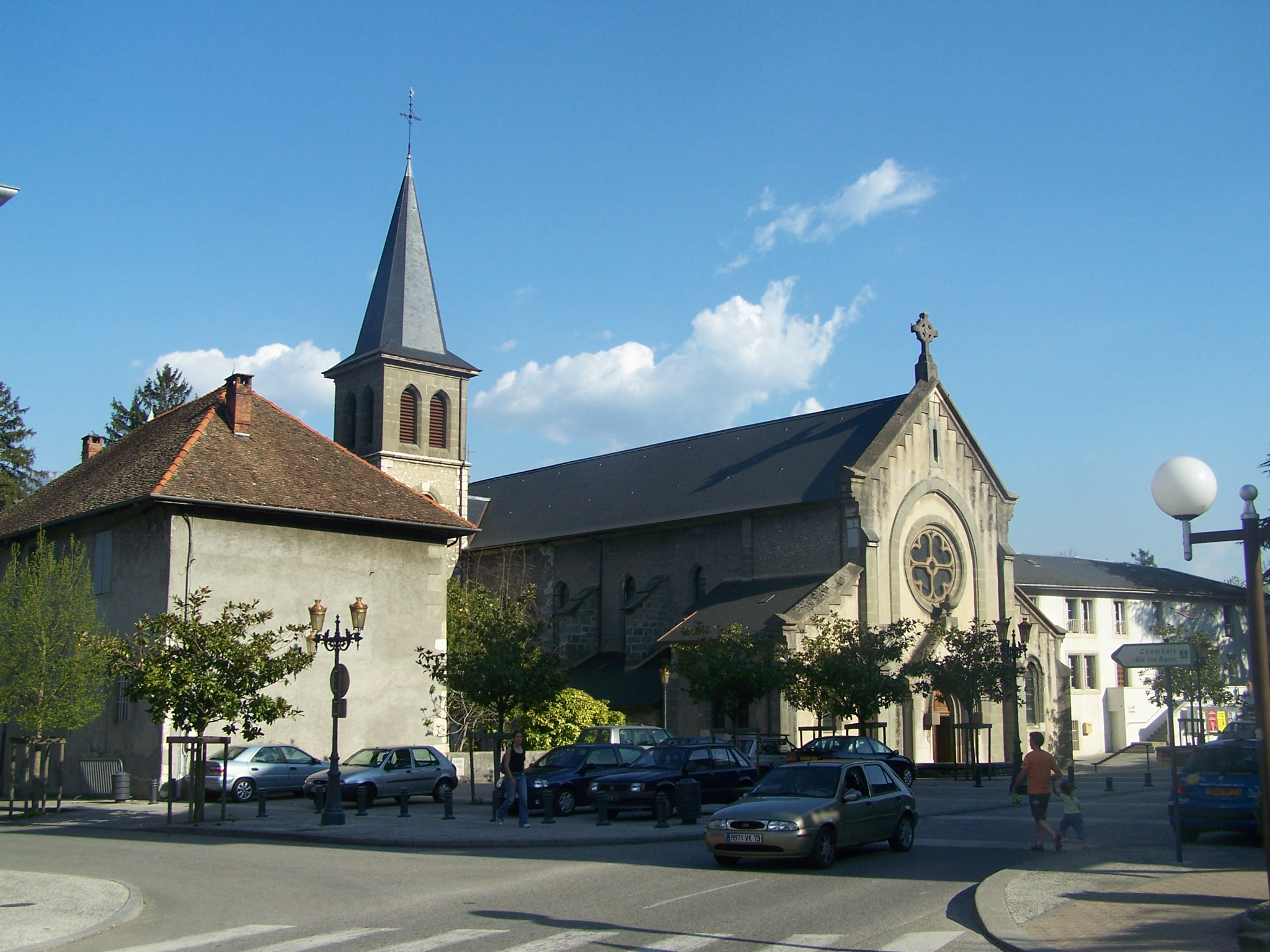
Nhà thờ.